# Gesichter
Gesichter ist ein Filmdrama aus dem Jahr 1968, welches von John Cassavetes geschrieben und inszeniert wurde. Die Hauptdarsteller waren John Marley, Gena Rowlands, Fred Draper, Seymour Cassel und Lynn Carlin. 2011 wurde der Film in das National Film Registry der Library of Congress aufgenommen. Der Film wurde im Cinéma vérité-Stil gedreht.

## Handlung
Der Film handelt von der Auflösung der Ehe eines Paares mittleren Alters, gespielt von John Marley und Lynn Carlin. Im Verlauf des Filmes werden mehrere Einzelpersonen und Gruppen gezeigt, denen der Ehemann mitteilt, dass er sich scheiden lassen will. Die anschließende Nacht verbringt der Mann in der Gesellschaft von Geschäftsleuten und Prostituierter, während die Frau sie mit Freundinnen und einem Playboy verbringt.

## Produktion

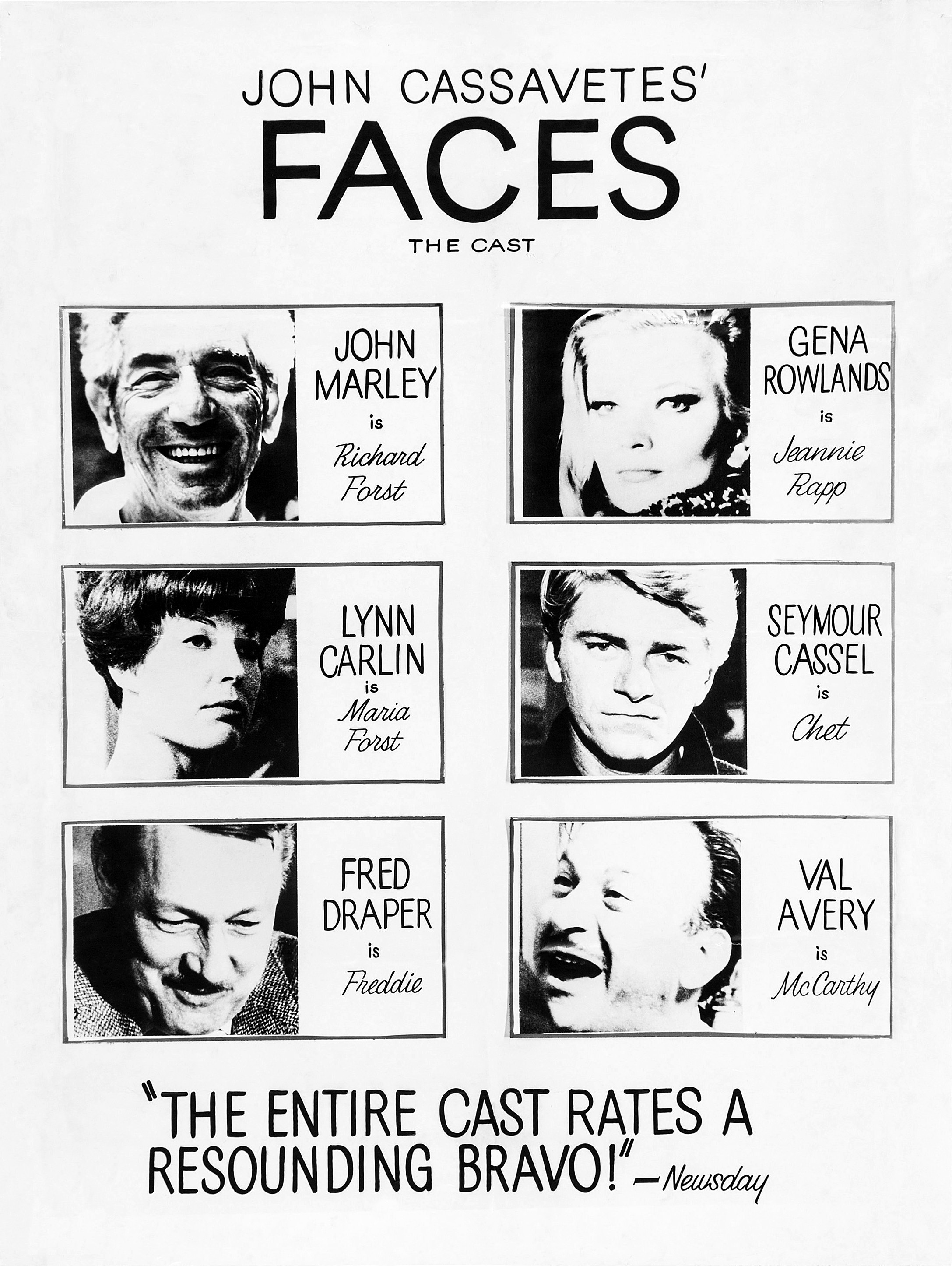
Filmposter mit dem Filmcast

Der Film wurde auf kontrastreichen Schwarzweiß-Film in 16 mm aufgenommen. Steven Spielberg arbeitete bei dem Film als unbezahlter Laufbursche.

## Versionen
Von dem Film wurden mehrere Versionen öffentlich aufgeführt. Bei der Uraufführung in Toronto hatte der Film 183 Minuten Laufzeit. Von Cassavetes wurde der Film auf 130 Minuten gekürzt. Diese ist auch die übliche Version. Ray Carney ließ in der Library of Congress versehentlich eine Version mit 147 Minuten Länge hinterlegen.

## Rezeption
Gesichter erhielt bei Rotten Tomatoes 83 % basierend auf 24 Bewertungen.
Carlin und Cassel wurden für den Oscar als beste Nebendarstellerin und bester Nebendarsteller nominiert. Cassavetes wurde bei den Oscars für das beste Originaldrehbuch nominiert.
Pauline Kael äußerte sich über den Film negativ. Er sei schlecht gespielt und grob konzipiert.
Im Jahr 2011 wurde Gesichter von der Library of Congress als „kulturell, historisch oder ästhetisch bedeutsam“ zur Aufbewahrung im nationalen Filmregister der Vereinigten Staaten ausgewählt. Das Filmregister nannte den Film „ein Beispiel für filmische Exzesse“, dessen ausgedehnte Auseinandersetzungen „Emotionen und Machtverhältnisse zwischen Männern und Frauen aufzeigten, die in konventionelleren Filmen selten auftauchen“.
Gesichter und andere Werke hatten Einfluss auf Filmemacher wie Martin Scorsese, Woody Allen, und Robert Altman.